# 194 (печера)
194 (рос. 194) — печера в Архангельській області, на Біломорсько-Кулойському плато європейської півночі Росії. Карстова печера горизонтального типу простягання. Загальна протяжність — 720 м. Глибина печери становить 10 м. Категорія складності проходження ходів печери — 2А.